# Carex haydeniana
Carex haydeniana är en halvgräsart som beskrevs av Stephen Thayer Olney. Carex haydeniana ingår i släktet starrar, och familjen halvgräs. Inga underarter finns listade i Catalogue of Life.